# Dolichomitus triangustus
Dolichomitus triangustus är en stekelart som beskrevs av Wang 1997. Dolichomitus triangustus ingår i släktet Dolichomitus och familjen brokparasitsteklar. Inga underarter finns listade i Catalogue of Life.